# Dziewczyna do wynajęcia
Dziewczyna do wynajęcia (jap. 彼女、お借りします Kanojo, okarishimasu) – shōnen-manga autorstwa Reijiego Miyajimy, publikowana od lipca 2017 na łamach magazynu „Shūkan Shōnen Magazine” wydawnictwa Kōdansha.
Na podstawie mangi powstaje spin-off, który publikowany jest od czerwca 2020 w magazynie „Magazine Pocket” tego samego wydawnictwa. Ponadto powstał telewizyjny serial anime wyprodukowany przez studio TMS Entertainment, składający się z trzech sezonów, a także 10-odcinkowy serial aktorski. 
W Polsce prawa do dystrybucji mangi nabyło wydawnictwo Waneko, premiera zaś przypadła na dzień 26 października 2020.

## Fabuła
Kazuya Kinoshita, po miesiącu związku zostaje porzucony przez swoją dziewczynę – Mami Nanami. Kazuya, który bardzo przeżył rozstanie, w akcie desperacji korzysta z aplikacji służącej do wynajmowania dziewczyn. Wybór pada na Chizuru Mizuharę – atrakcyjną i piękną dziewczynę. Wydaje się, iż Chizuru jest idealna, ale nadal nieufny i zraniony Kinoshita wystawia jej niską ocenę, za co zostaje skrytykowany przez kandydatkę co ujawnia, że Chizuru jest zupełnie inna na jaką początkowo pozowała. Jednakże, gdy babcia bohatera trafia do szpitala, ten zabiera surowo ocenioną dziewczynę ze sobą, jego babcia jest zachwycona urodą i obyciem Mizuhary. Chłopak nadal wynajmuje wspomnianą wcześniej koleżankę, aby utrzymać pozory związku przed swoją rodziną i przyjaciółmi. Sprawy jednak komplikują się, gdy oboje odkrywają, że mieszkają tuż obok siebie i uczęszczają do tej samej uczelni. W międzyczasie bohater poznaje dwójkę innych dziewczyn, które wydają się wykazywać zainteresowanie chłopakiem.

## Manga
Pierwszy rozdział mangi został opublikowany 12 lipca 2017 w magazynie „Shūkan Shōnen Magazine”. Następnie wydawnictwo Kōdansha rozpoczęło zbieranie rozdziałów do tankōbonów, których pierwszy z nich został wydany 17 października tego samego roku. Według stanu na 17 października 2024, wydano do tej pory 38 tomów.
Polskie wydanie mangi zostało zapowiedziane 3 lipca 2020, wtedy to wydawnictwo Waneko podało do wiadomości, że nabyło prawa do dystrybucji mangi w Polsce, natomiast premiera pierwszego tomu miała miejsce 26 października tego samego roku.

### Spin-off
15 czerwca 2020 poinformowano, że w aplikacji Magazine Pocket będzie publikowany spin-off zatytułowany Kanojo, hitomishirimasu (jap. 彼女、人見知ります). Pierwszy rozdział został udostępniony 21 czerwca. Następnie rozpoczęto ich kompilowanie do tankōbonów, których pierwszy z nich został wydany 17 września. Według stanu na 17 maja 2022, wydano do tej pory 3 tomy.

## Anime
Adaptacja mangi w formie telewizyjnego serialu anime została zapowiedziana 15 grudnia 2019. Za reżyserię odpowiada Kazuomi Koga, za scenariusz Mitsutaka Hirota, za projekty postaci Kanna Hirayama, za muzykę zespół Hyadain, natomiast za produkcję wykonawczą studio TMS Entertainment. Ogłoszono również, że premiera odbędzie się w lipcu 2020. 24 maja podano do wiadomości, że premiera odbędzie się 11 lipca, kolejne odcinki emitowane będą zaś na antenach MBS i TBS w paśmie Super Animeism w każdy piątek o 25:25 (czasu japońskiego JST). 15 czerwca wydano komunikat, że serial anime będzie liczyć 12 odcinków.
25 września 2020 po emisji dwunastego odcinka podano do wiadomości, że w produkcji jest drugi sezon anime. Pierwsze informacje o dacie premiery pojawiły się podczas wydarzenia Event to Kanojo -EveKano-, które odbyło się 28 lutego 2021. Wtedy ogłoszono, że premiera datowana jest na 2022 rok. 14 stycznia 2022 wraz z opublikowaniem zapowiedzi w serwisie YouTube podano do wiadomości, że premiera odbędzie się w lipcu. 14 maja ogłoszono, że premiera będzie miała miejsce dokładnie 2 lipca w paśmie Super Animeism na antenach MBS i TBS, natomiast kolejne odcinki emitowane będą w każdy piątek o 25:25. Ostatni odcinek sezonu został wyemitowany 17 września.
16 września 2022 po emisji dwunastego odcinka drugiego sezonu zapowiedziana została produkcja trzeciego sezonu. Shinya Une zastąpił Kazuomiego Kogę na stanowisku reżysera. Seria ta emitowana była od 8 lipca do 30 września 2023.
12 lipca 2024 zapowiedziano powstanie czwartego sezonu. Jego premiera zaplanowana jest na 2025 rok.

### Spis serii
| Seria | Seria | Odcinki    | Premiera serii | Finał serii      |
| ----- | ----- | ---------- | -------------- | ---------------- |
|       | 1.    | 1–12 (12)  | 11 lipca 2020  | 26 września 2020 |
|       | 2.    | 13–24 (12) | 2 lipca 2022   | 17 września 2022 |
|       | 3.    | 25–36 (12) | 8 lipca 2023   | 30 września 2023 |

### Spis odcinków
Poszczególne odcinki serialu anime nazywane są „poziomami satysfakcji” (jap. 満足度 Manzoku-do).

#### Seria pierwsza (2020)
| Lp. | Tytuł odcinka                                                                                | Premiera         |
| --- | -------------------------------------------------------------------------------------------- | ---------------- |
| 1   | Rental kanojo -Renkano- Rentaru kanojo -Renkano- (レンタル彼女 -レンカノ-)                   | 11 lipca 2020    |
| 2   | Moto Kano to kanojo -Motokano- (元カノと彼女 -モトカノ-)                                     | 18 lipca 2020    |
| 3   | Umi to kanojo -Natsukano- (海と彼女 -ナツカノ-)                                              | 25 lipca 2020    |
| 4   | Tomodachi to kanojo -Masakano- (友達と彼女-マサカノ-)                                        | 1 sierpnia 2020  |
| 5   | Onsen to kanojo -Imakano- (温泉と彼女 -イマカノ-)                                            | 8 sierpnia 2020  |
| 6   | Kanojo to kanojo -Kanokano- (彼女と彼女 -カノカノ-)                                          | 15 sierpnia 2020 |
| 7   | Kari Kano to kanojo -Karikano- (仮カノと彼女 -カリカノ-)                                     | 22 sierpnia 2020 |
| 8   | Christmas to kanojo -Kurikano- Kurisumasu to kanojo -Kurikano- (クリスマスと彼女 -クリカノ-) | 29 sierpnia 2020 |
| 9   | Uso to kanojo -Usokano- (嘘と彼女 -ウソカノ-)                                                | 5 września 2020  |
| 10  | Tomodachi no kanojo -Tomokano- (友達の彼女 -トモカノ-)                                       | 12 września 2020 |
| 11  | Shinjitsu to kanojo -Shinkano- (真実と彼女 -シンカノ-)                                       | 19 września 2020 |
| 12  | Kokuhaku to kanojo -Kokukano- (告白と彼女 -コクカノ-)                                        | 26 września 2020 |

#### Seria druga (2022)
| Lp. | Lp. | Tytuł odcinka                                                            | Premiera         |
| --- | --- | ------------------------------------------------------------------------ | ---------------- |
| 1   | 13  | Yume to kanojo -Yumekano- (夢と彼女-ユメカノ-)                           | 2 lipca 2022     |
| 2   | 14  | Itsumo no kanojo -Ofukano- (いつもの彼女-オフカノ-)                      | 9 lipca 2022     |
| 3   | 15  | Sairai no kanojo -Saikano- (再来の彼女-サイカノ-)                        | 16 lipca 2022    |
| 4   | 16  | Yoru no kanojo -Bankano- (夜と彼女-バンカノ-)                            | 23 lipca 2022    |
| 5   | 17  | Tanjōbi no kanojo -Bākano- (誕生日と彼女-バーカノ-)                      | 30 lipca 2022    |
| 6   | 18  | Sake to kanojo -Enkano- (酒と彼女-エンカノ-)                             | 6 sierpnia 2022  |
| 7   | 19  | Motokano to kanojo -Torikano- (元カノとカノジョ-トリカノ-)               | 13 sierpnia 2022 |
| 8   | 20  | Seishun to kanojo -Kosukano - (青春と彼女-コスカノ-)                     | 20 sierpnia 2022 |
| 9   | 21  | Kiss to kanojo -Jikkano- Kisu to kanojo -Jikkano- (キスと彼女-ジッカノ-) | 27 sierpnia 2022 |
| 10  | 22  | Yubiwa to kanojo -Rinkano- (指輪と彼女-リンカノ-)                        | 3 września 2022  |
| 11  | 23  | O kyōshi to kanojo -Motekano - (お饗しと彼女-モテカノ-)                  | 10 września 2022 |
| 12  | 24  | Kanojo to ore -Itsukano- (彼女と俺 -イツカノ-)                           | 17 września 2022 |

## Aktorski serial telewizyjny
12 maja 2022 ogłoszono, że manga otrzyma aktorski serial telewizyjny, którego premiera odbędzie się 3 lipca, natomiast kolejne odcinki emitowane będą w każdą niedzielę o 2:30 na antenie ABC. Główne role zagrali Ryūsei Ōnishi (jako Kazuya Kinoshita) oraz Hiyori Sakurada (Chizuru Mizuhara). Razem wyprodukowano 10 odcinków, z czego ostatni wyemitowany został 25 września.